# Pastinaca pubescens
Pastinaca pubescens är en flockblommig växtart som beskrevs av Calest. Pastinaca pubescens ingår i släktet palsternackor, och familjen flockblommiga växter. Inga underarter finns listade i Catalogue of Life.